# Salamina (Caldas)
Salamina és una població i municipi colombià en el departament de Caldas. La població va ser fundada el 1825 per Fermín López, Juan de Dios Aranzazu, Francisco Marulanda, entre d'altres. Salamina és coneguda com "La ciutat llum" de Caldas, ja que d'allà han sortit nombrosos poetes, músics actors i escriptors. El municipi es troba localitzat al centre de la subregió Districte Nord (Caldas) a 1822 m sobre el nivell del mar, amb una temperatura mitjana de 19 °C. L'extensió del municipi són 400,5 km² i una població de 28.764 habitants segons el cens de 2005. Va ser declarada monument nacional i Be d'Interès Cultural de la Nació.

## Toponímia
Aquesta població va ser anomenada així en honor de l'illa xipriota de Salamina. El nom va ser posat per Juan José Ospina Álvarez, per commemorar la batalla de Salamina, en què l'Armada Grega, al comandament de Temístocles, va vèncer la flota persa del rei Xerxes, el 480 aC.

## Història

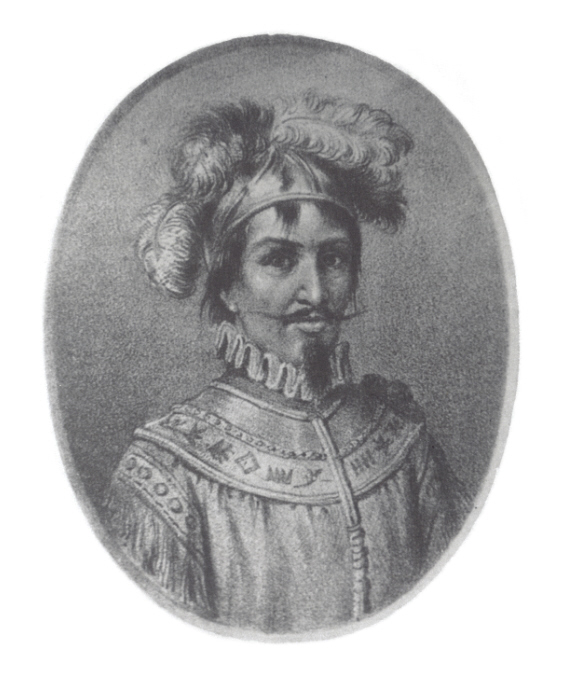
Jorge Robledo

Carrapas i Pìcaras van ser les comunitats indígenes que van habitar aquest territori en l'època precolombina. L'actual municipi de Salamina va fer part dels itineraris del conqueridor espanyol Jorge Robledo al segle xvi, però, només va ser fins a la primera meitat del segle xix quan es va realitzar la fundació definitiva, com a part de la Ruta Sud de la Colonització d'Antioquia (departament). Des del punt de vista històric, la fundació del poblat va tenir els seus orígens en el lloc denominat Sabanalarga en l'any de 1801 i erigit com a municipi en 1825. En 1831 la localitat es va constituir a la capital de la província del sud de l'estat sobirà d'Antioquia, convertint-se en punt de partida per al desenvolupament i fundació d'altres poblacions com Aranzazu, Neira, Manizales i Santa Rosa de Cabal. L'any de 1982 va ser declarat monument nacional per part del consell nacional de monuments, i l'any 2005 es va ratificar com a bé d'interès cultural de caràcter nacional segons resolució 087 de febrer 2 emanada del Ministeri de Cultura de Colòmbia, a causa de les característiques arquitectòniques de les seves edificacions i el nivell de conservació urbanística, que representen fidelment la colonització antioqueña. Entre les seves principals fundadors, destaquem a Carlos Holguín, Juan José Ospina, Ignacio Gutiérrez i els germans Pablo, Manuel i Fermín López.

## Cultura i educació

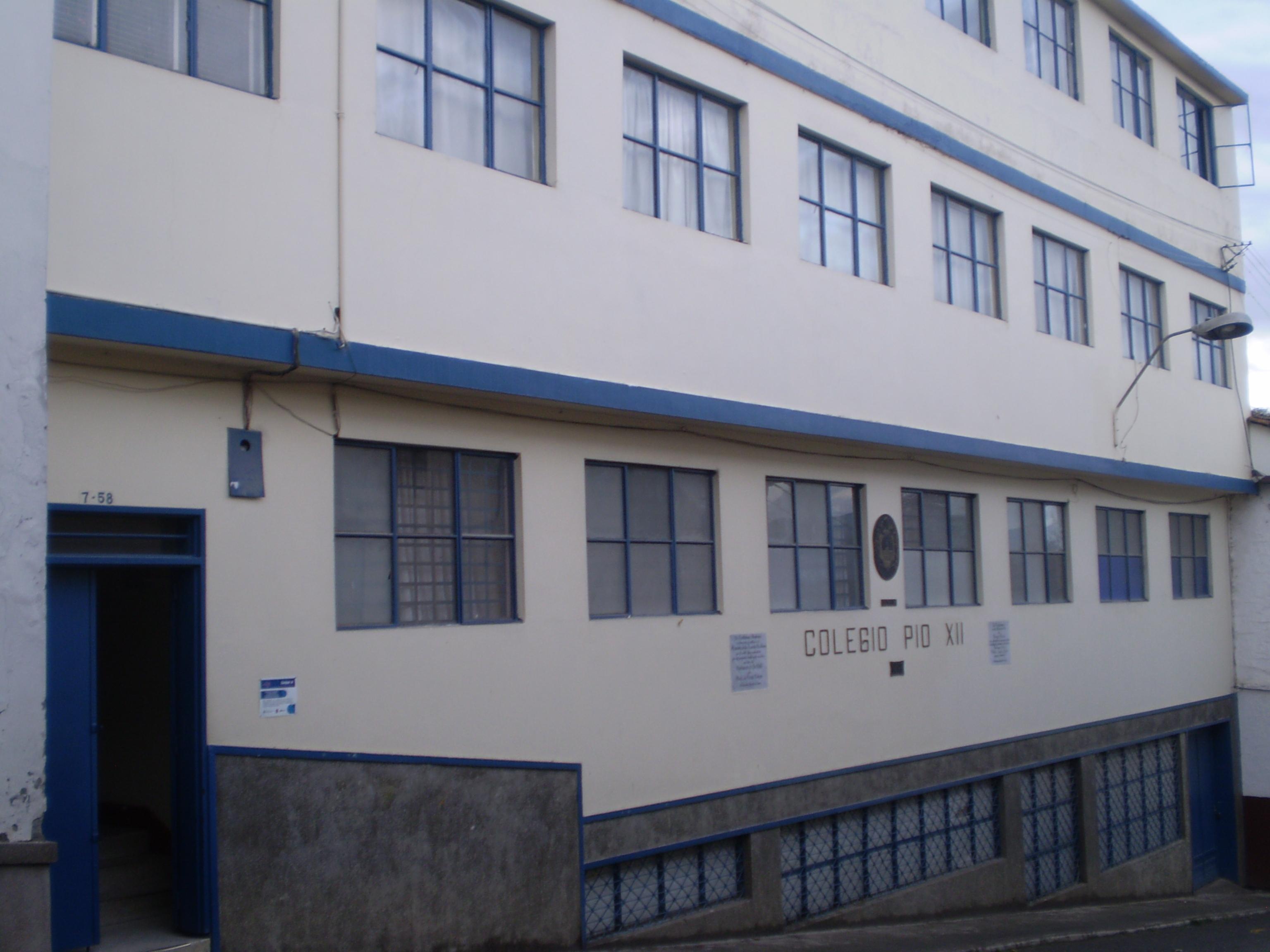
Institucion Educativa Pio XII

Salamina està molt ben posicionada pel que fa a la cultura, ja que es té anualment el Festival departamental de Bandes, La nit del Foc, on hi ha focs artificials, i espelmes a tot arreu, a més que aquestes 2 festivitats han fet part de les fonts de turisme de Salamina. En educació, Salamina té diversos col·legis, en els quals es poden destacar la Institución Educativa Pio XII, la Institución Educativa Sara Ospina, La Normal Maria Escolàstica, i altres. Abans, una seu de la Institución Educativa Pio XII, era la Institución Educativa de la Presentación, que és un col·legi femení i el seu nom es deu al fet que pertany a les Germanes de la caritat Dominiques de la Presentació. Tot i que encara hi ha presència de les religioses, ara el planter es diu Institución Educativa Pio XII Seu 2.

## Atractius turístics

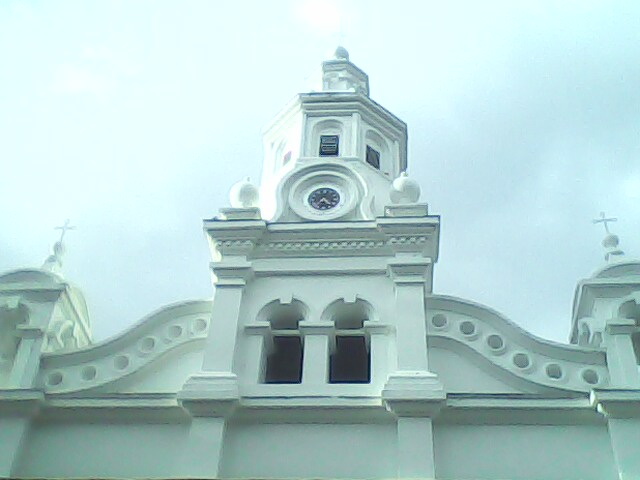
Temple parroquial de la Immaculada

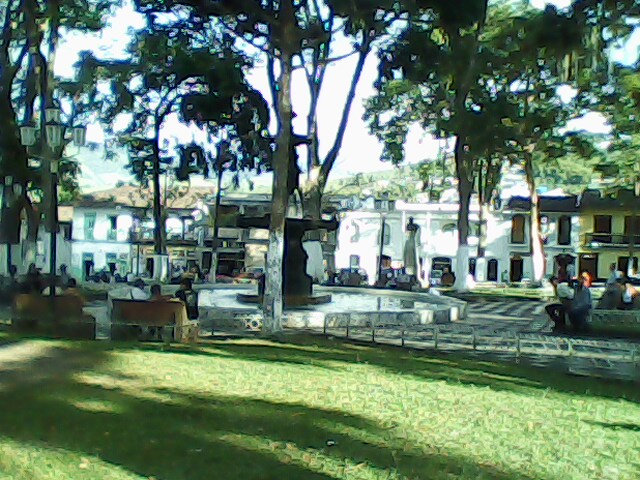
Plaça Bolivar

L'empremta de l'arquitectura antioqueña ha detingut el temps en Salamina, d'aquí el seu atractiu. Un preciós conjunt de cases de bahareque, cobertes amb teules de fang, amb ràfecs que pretenen dona-li ombra a les desnivellades carrers, modela un ambient únic, que només es viu i es respira en Salamina. Els balcons adossats a la part alta, pintats de brillants colors i engalanats amb vistoses flors, així com les portes, adornats amb incrustacions barroques, donen una idea de la perfecció amb què els artesans salamineños treballar en temps passats la fusta. Altres dels atractius de l'arquitectura salamineña són els interiors de les cases pairals. Cadascun dels seus habitants tracta de reunir, en un acollidor recinte, natura i arquitectura. Pilars i baranes de fusta, una pila al mig del pati, falgueres penjant i testos florides emmarquen un aspecte de la pau i la calma en què viuen els salamineños.
La Pila, onstruïda per la firma Alemanya Kissing & Holman com a imitació d'una que es troba a la Plaça de la Concòrdia a París, França. La Pila va arribar a Salamina després de viatjar per mar fins a Barranquilla, en bongos pel riu Magdalena fins Honda i d'aquí en endavant a llom de mula fins a arribar a la seva ubicació actual. És considerada la segona més bonica d'Amèrica.
Casa De La Cultura: La Casa de la Cultura de Salamina compta amb una biblioteca, saló de conferències, saló d'exposicions i un museu arqueològic de prop de 230 peces, que actualment no està en funcionament. La Casa de la Cultura realitza tota mena d'esdeveniments culturals com exposicions d'art, tallers, cursos, artesanies i altres esdeveniments més.
El Quiosc: En Medi del Parc central del poble hi ha aquest espai que barreja arabescos, filigranes, en altre temps i calats en fusta. És el centre de reunió dels habitants de Salamina.
El Cementiri: Durant 35 anys el cementiri va estar dividit en dues parts: el cementiri dels rics i el dels pobres, fins que el 1976 Monsenyor Luis Enrique Hoyos va enderrocar el mur que dividia els cementiris quedant així un únic cementiri per a rics i pobres.
Temple Immaculada Concepció: Aquest temple es va començar a construir el 1860 per proposició del sacerdot Francisco Antonio Isaza. La Façana de l'església és reconeguda com un dels més bells conjunts arquitectònics de l'estil romànic. La Torre del Temple imita la torre del Temple de Salomó. El seu interior està elegantment decorat en fusta tallada, a més té uns bells vitralls. La campana del Temple va ser construïda amb monedes d'or, joies i metalls donats pels habitants del municipi.
Bosc Natural Palma De Cera La Samaria: El Bosc està situat en el corregimiento de San Félix, a la rodalia a Salamina. És un lloc únic, les palmes que allí es troben s'aconsegueixen grans altures que han trigat prop de 60 anys en arribar a la plenitud. La llavor de la Palma de cera es demora fins a 8 mesos per germinar i el seu creixement de nus a nus és d'un any.
Altres atractius són el Jardí botànic, la Casa del Jardín botánico, Casa del degüello, Casa del rosario, Casa cural, Corregimiento San Félix, Mirador Puerto Arturo, Valle de la Samaria i les Finques cafeteres.